# Collège Gilles-de-Trèves

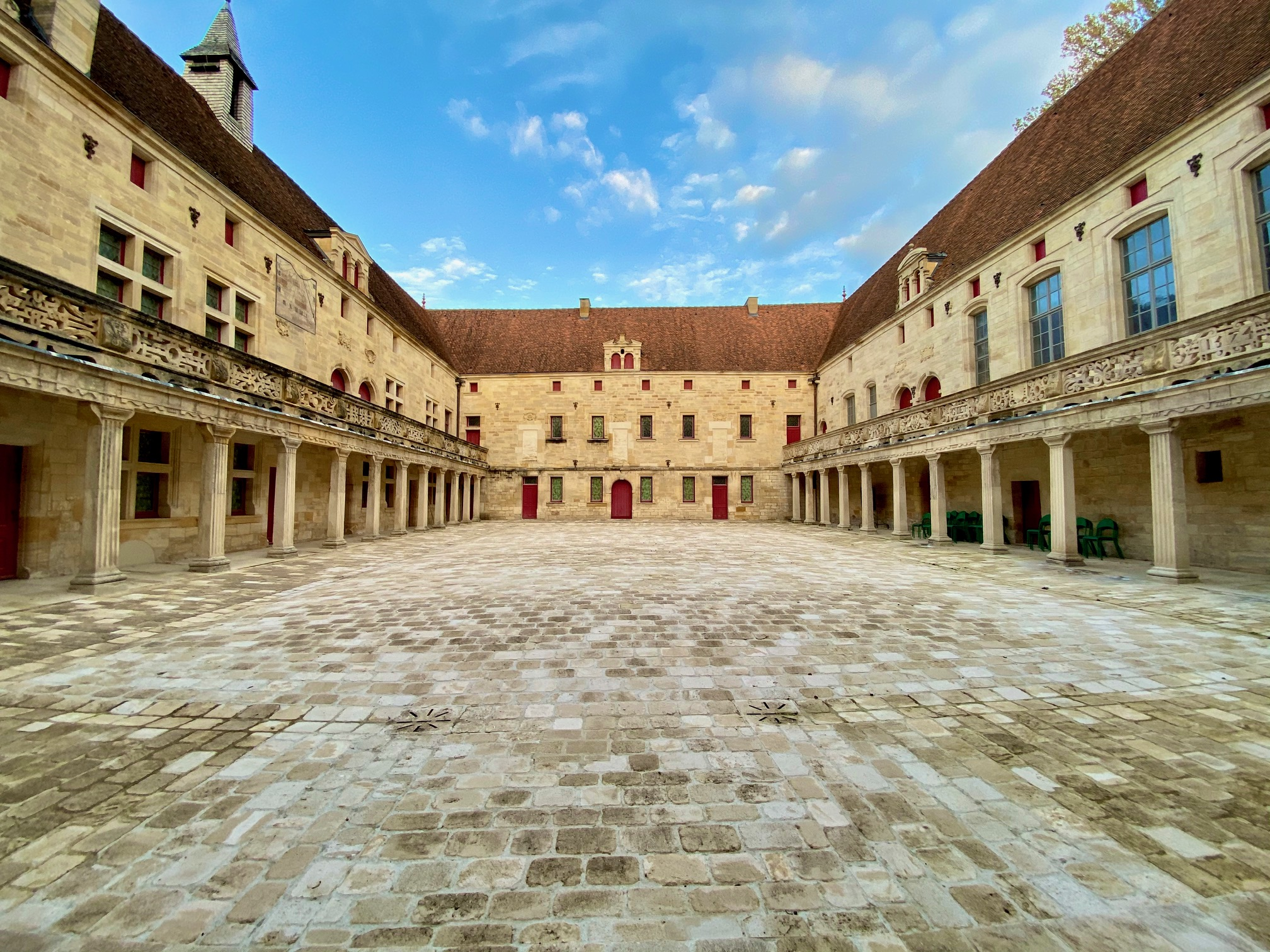
Innenhof des Collège Gilles-de-Trèves in Bar-le-Duc

Das Collège Gilles-de-Trèves in Bar-le-Duc, einer französischen Stadt im Département Meuse in Lothringen, wurde 1574 fertiggestellt. Das Bauwerk im Stil der Renaissance an der Rue Gilles-de-Trèves wurde 1992 als Monument historique in die Liste der Baudenkmäler in Frankreich aufgenommen.
Gilles de Trèves (1515–1582), Doyen des Stiftes Saint-Maxe, finanzierte das Collège aus eigenen Mittel. Die Schule wurde von 1617 bis 1762 von den Jesuiten geleitet. 
Der Gebäudekomplex umschließt einen Hof, der mit einem Arkadengang umgeben ist. Charakteristisch für den lothringischen Stil des 16. Jahrhunderts sind das schlichte hohe Dach, die regelmäßige Anordnung der Fenster und die mit Ornamenten verzierte Fassade.